# Rio Beaver (tributário do rio Liard)
 O rio Beaver é um afluente do rio Liard, entrando nesse riacho na área de seu Grand Canyon, ao sul da fronteira entre a Colúmbia Britânica e Yukon (o 60 paralelo norte) depois de correr geralmente a sudeste desde sua origem no extremo sudeste. do território Yukon.

## Tributários
Os tributários do rio Beaver incluem, desde a origem até a foz, o seguinte:
- Pool Creek
- Gold Pay Creek
- Whitefish River
- Larsen Creek
- Saucy Creek
- Crow River